# Spišská Nová Ves
Spišská Nová Ves (în germană (Zipser) Neu(en)dorf, în maghiară Igló) cu 39.019 locuitori, este unul dintre cele mai mari orașe din Slovacia de est. Orașul fiind situat la sud-est de  „Tatra Mare” la 20 de km de Nálepkovo, în regiunea istorică Spiš (Zips), fiind capitala districtului cu același nume. Orașul este cunoscut prin Cetatea Zips (germană Zipser Burg) și Parcul național Paradis slovac. În proximitatea orașului se află Levoča, un oraș turistic important al Slovaciei. Precum alte localități din regiunea istorică Spiš (Zips), în Spišská Nová Ves a existat o comunitate semnificativă de germani țipțeri (germană Zipser Sachsen).

## Istoric
Orașul este o așezare veche în Moravia, localitatea este amintită ca așezare slovacă în secolul XII sub numele de Iglov. În secolul al XIII-lea au venit coloniști germani din regiunile Europei de Vest (i.e. din regiunea Rin-Mosela respectiv Flandra sau Luxemburg) și au întemeiat așezarea germană Neudorf. Cu timpul, cele două așezări s-au unit, iar în secolul al XIX-lea populația germană a început să se diminueze gradual. Localitatea s-a dezvoltat ajungând în secolul al XIV-lea să devină în regiune un oraș târg important. Mineritul este o ramură importantă a orașului, iar din anul 1380 este declarat oficial „oraș minier”, face parte din „Uniunea orașelor Zips” (germană Der Bund der 24 Zipser Städte) având legături comerciale cu celelalte 24 orașe ale uniunii.

## Etimologia numelui
Numele original al orașului a fost „Iglov” (germană „Nadelhausen”) o așezare slovacă, iar așezarea vecină germană (1268) se numea „Nova Villa” (germ. „Neudorf“, i.e. sat nou). După contopirea celor două localități (1380) va fi amintită ca „Iglov alio nomine Nova Villa” în documentele istorice maghiare ca „Igló”. În secolul al XV-lea, denumirea localității devine „Iglovia”, „Newendorf“, ulterior  „Zipser Neudorf“ (i.e. noul sat țipțer), „Nova Ves”, germană „Neudorf“; ca în anii 1920 să fie numită „Spišská Nová Ves”, iar în germană „Zipser Neudorf“.

## Demografie
| An:                | 1994   | 2004   | 2014   | 2024   |
| ------------------ | ------ | ------ | ------ | ------ |
| Număr de persoane: | 38.888 | 38.727 | 37.707 | 34.255 |
| Diferență:         |        | −0,41% | −2,63% | −9,15% |

| An:                | 2023   | 2024   |
| ------------------ | ------ | ------ |
| Număr de persoane: | 34.544 | 34.255 |
| Diferență:         |        | −0,83% |

## Împărțirea administrativă
Orașul are 2 sectoare: „Novoveská Huta” și „Spišská Nová Ves” care cuprinde cartierele: Centru, Sídlisko Západ („Siedlung-West“), Sídlisko Východ („Siedlung-Ost“), Sídlisko Tarča, Sídlisko Mier („Friedenssiedlung“) și Ferčekovce.